# Whirlwind Tongues
Whirlwind Tongues — шестой и последний студийный альбом американской прогрессивной группы Bloodrock, изданный в феврале 1974 года.

## Об альбоме
Во время записи Whirlwind Tongues группу покинул барабанщик Рик Кобб, который однако записал некоторые из своих партий. На замену ему был приглашен Рэнди Ридер. Музыка на Whirlwind Tongues, так же как и на предыдущей пластинке, представляет собой прогрессивный рок, что значительно отличается от ранних хард-роковых записей группы.
Диск единственный студийный альбом Bloodrock, не попавший в американский чарт.

## Список композиций
| №                   | Название                       | Автор(ы)                  | Длительность |
| ------------------- | ------------------------------ | ------------------------- | ------------ |
| 1.                  | «It’s Gonna Be Love»           | Уоррен Хэм                | 3:25         |
| 2.                  | «Sunday Song»                  | Стиви Хилл, Рик Кобб, Хэм | 4:22         |
| 3.                  | «Parallax»                     | Хилл, Хэм                 | 3:42         |
| 4.                  | «Voices»                       | Ник Тейлор, Хэм           | 3:40         |
| 5.                  | «Eleanor Rigby»                | Леннон — Маккартни        | 3:16         |
| 6.                  | «Stilled By Whirlwind Tongues» | Тейлор, Хэм, Кобб         | 5:39         |
| 7.                  | «Guess What I Am»              | Хилл, Хэм, Кобб           | 3:00         |
| 8.                  | «Lady Of Love»                 | Хэм, Хилл                 | 3:59         |
| 9.                  | «Jungle»                       | Хилл                      | 4:29         |
| Общая длительность: | Общая длительность:            | Общая длительность:       | 35:32        |

## Участники записи
- Уоррен Хэм — вокал, флейта, саксофон
- Ник Тейлор — гитара, бэк-вокал
- Стиви Хилл — клавишные, бэк-вокал
- Эд Гранди — бас-гитара, бэк-вокал, продюсер
- Рик Кобб — ударные (в песнях 1, 3, 6, 7)
- Рэнди Ридер — ударные
- Питер Гранет — продюсер